# Бенгузен
Бенгузен (нім. Böhnhusen) — громада в Німеччині, розташована в землі Шлезвіг-Гольштейн. Входить до складу району Рендсбург-Екернферде. Складова частина об'єднання громад Флінтбек.
Площа — 5,29 км2. Населення становить 300 ос. (станом на 31 грудня 2020).